# Den lilla blå hästen
Den lilla blå hästen (tyska: Blaues Pferdchen) är en expressionistisk målning av  Franz Marc från 1912.
Franz Marc har i bilden försökt sätta sig in i hästens sinnelag på ett icke-västerländskt sätt.

## Proveniens
Målningen finns på Saarlandmuseum i Saarbrücken, Tyskland.